# 大町駅 (広島県)
大町駅（おおまちえき）は、広島県広島市安佐南区大町東二丁目にある、西日本旅客鉄道（JR西日本）・広島高速交通の駅である。
JR西日本の可部線と、広島高速交通の広島新交通1号線（アストラムライン）が乗り入れ、接続駅となっている。JR西日本の駅番号はJR-B08。

## 概要
戦中の1943年（昭和18年）に休止され、戦後も復活せず事実上廃止となった安駅（やすえき）は当駅付近にあった。その後1994年（平成6年）のアストラムライン開業に合わせて、既存のJR可部線にも駅が新設されて乗り換え駅となった。当駅の開業に伴い可部線のダイヤが変更され、それまで古市橋駅で折返していた列車は折返し設備が新設された緑井駅まで延長されることになった。
当駅は1999年3月から2004年3月まで設定されていたアストラムラインの急行列車、2004年10月から2012年3月まで可部線に設定されていた快速「通勤ライナー」の停車駅であったが、両路線とも優等種別の設定がなくなり、当駅を発着する列車は全て各駅停車となっている。
なお、JRとアストラムラインの乗り換え駅は、当駅の他にも山陽本線との交点に設置されている新白島駅がある。
可部線の下り最終列車（あき亀山行き）から、当駅でアストラムラインの下り最終列車（長楽寺行き）に接続があるが、線路の改良工事で最終列車が広島駅 - 横川駅間で区間運休するなどの場合に時刻調整などは行われない。
乗り入れ路線
 JR可部線（広島・横川・下祗園方面 - 緑井・可部・あき亀山方面）
■ アストラムライン（本通・不動院前・中筋方面 - 安東・長楽寺・広域公園前方面）

## 歴史
- 1994年（平成6年）8月20日：JR西日本・アストラムラインの大町駅が開業[1][2]。JR西日本の駅は可部鉄道部管理の業務委託駅[3]、アストラムラインの駅は直営駅。
- 1996年（平成10年）6月1日：JR西日本の駅が直営駅となる[4]。
- 1999年（平成11年）3月20日：アストラムラインのダイヤ改正で新設された急行列車の停車駅となる[5]。
- 2004年（平成16年）
  - 3月20日：アストラムラインのダイヤ改正で急行列車が廃止[5]。
  - 10月：可部線 快速通勤ライナーの停車駅となる。
- 2006年（平成18年）7月1日：JR西日本の駅管轄が、可部鉄道部廃止に伴い広島支社の直轄に変更される。
- 2007年（平成19年）9月1日：JR西日本でICカード「ICOCA」の利用が可能となる。
- 2009年（平成21年）8月8日：アストラムラインでICカード「PASPY」の利用が可能となる[5]。
- 2012年（平成24年）3月：JR西日本のダイヤ改正において快速列車が廃止。
- 2019年（平成31年）
  - 2月28日：みどりの窓口の営業を終了[6]。
  - 3月1日：みどりの券売機プラスの利用を開始[6]。
- 2022年（令和4年）4月1日：JR西日本の駅が業務委託駅となる[7]。

## 駅構造

### JR西日本
単式ホーム1面1線を持つ地上駅（停留所）であるが、ホームは盛土上にあるため、地上からはコンコースへは階段を登る。
横川駅管理の業務委託駅である。みどりの窓口は2019年2月28日を以って閉鎖され、みどりの券売機プラスが設置されている。(稼働時間は5:10 - 23:00、改札係員対応時間は6:30 - 11:30,15:30 - 19:00,20:00 - 22:00)
ICOCA（相互利用可能ICカードはICOCAの項を参照）が利用可能。また、JRの特定都区市内制度における「広島市内」の駅である。
駅構内にはキヨスクが出店している。
トイレは改札外と改札内に1カ所ずつある。そのうち改札内のトイレは男女共用であったが、改修工事により男女別となり、出入口はJRとアストラムラインの交差をイメージしたデザインとなった。

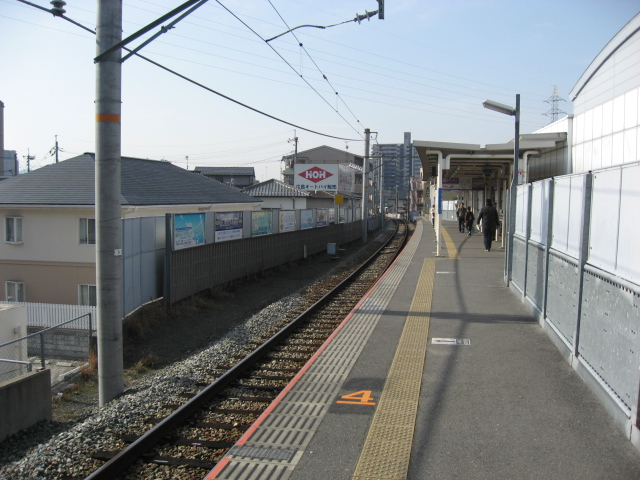
ホーム（2007年3月）
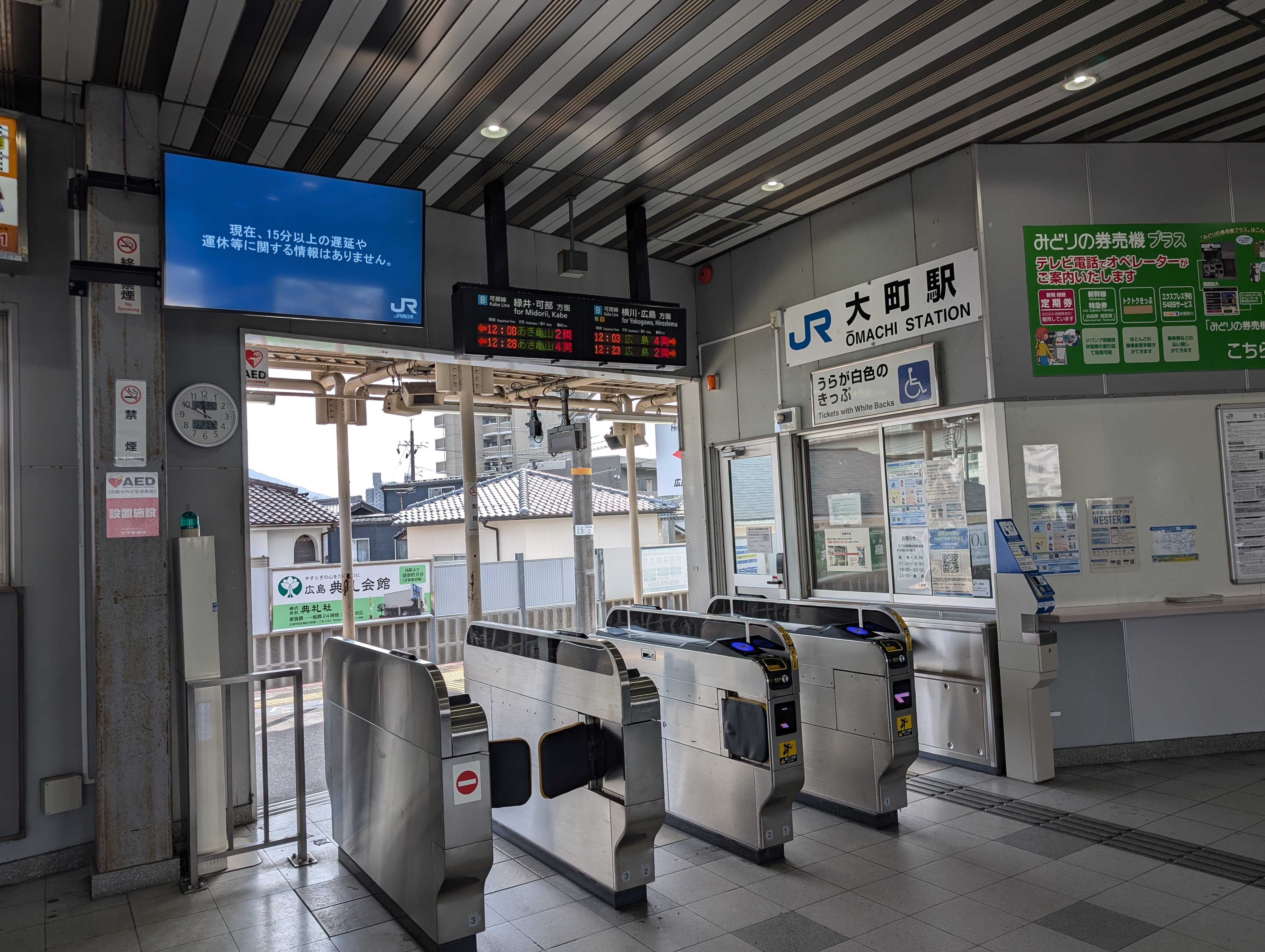
改札口（2025年2月）

### 広島高速交通
島式ホーム1面2線を持つ高架駅である。ステーションカラーは■黄緑色。
コインロッカー設置駅。定期券発売駅。

#### のりば
| のりば | 路線              | 方向 | 行先           |
| ------ | ----------------- | ---- | -------------- |
| 1      | ■アストラムライン | 下り | 広域公園前方面 |
| 2      | ■アストラムライン | 上り | 本通方面       |

付記事項
- 平日朝ラッシュ時には本通方面への折返し列車も設定されているため、広域公園前方に引き上げ線がある。
- かつては、大町止の列車が引上線を利用して急行列車との緩急接続を図っていたが、急行列車の廃止に伴い現在は行われていない。

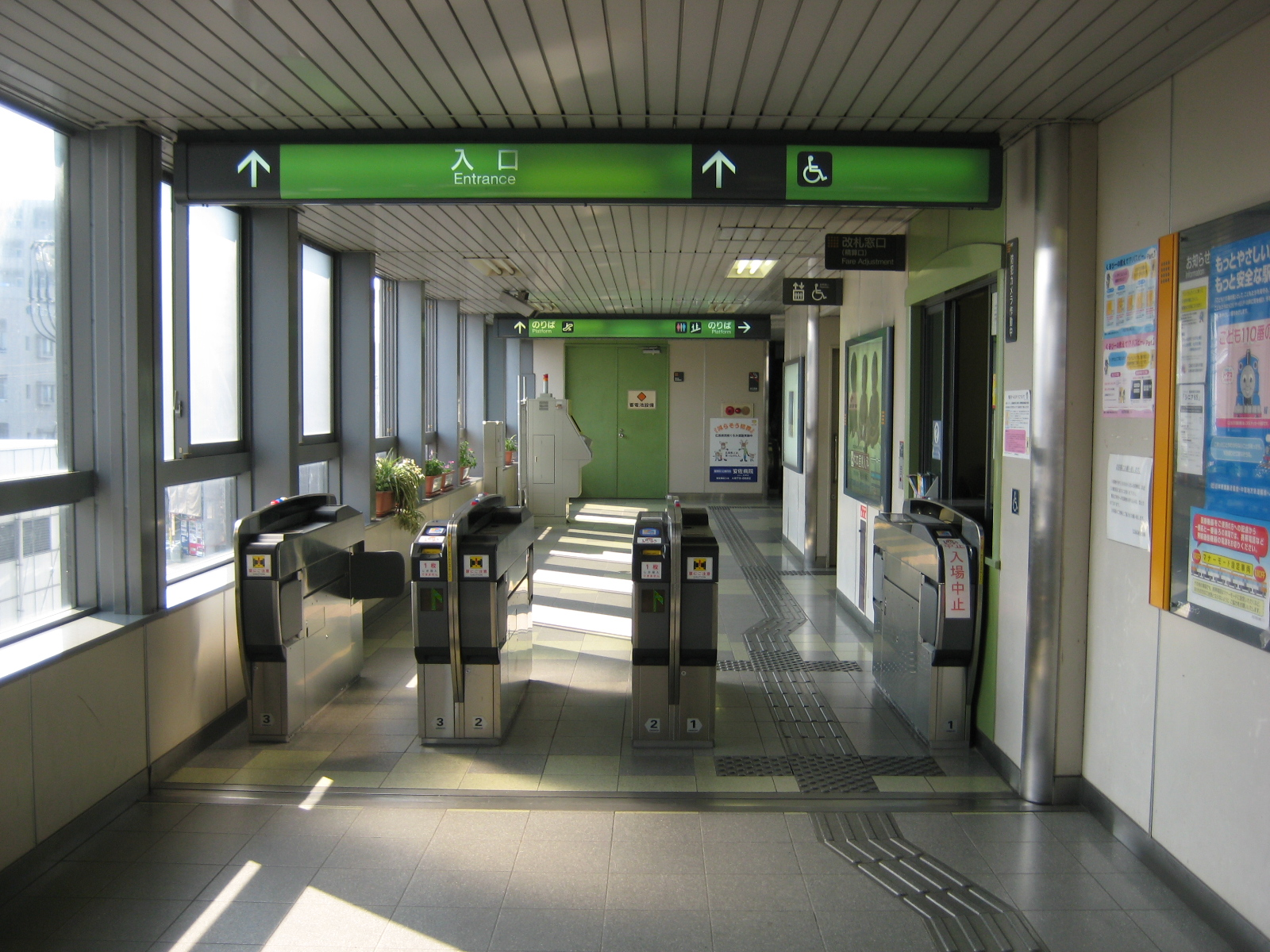
改札口（2009年8月）
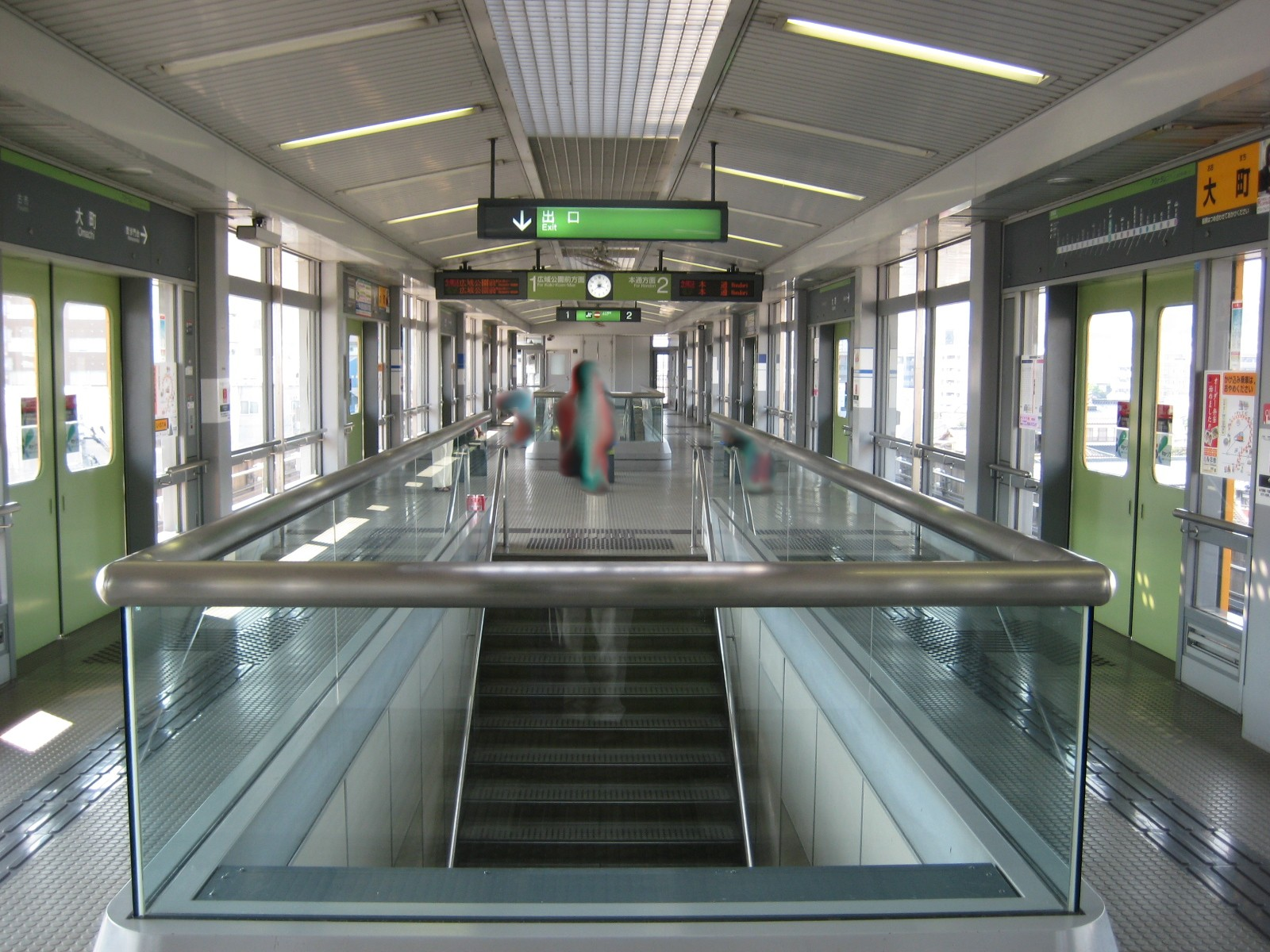
ホーム（2009年8月）

## 利用状況
以下の情報は、広島市統計書に基づいたデータである。JRでは「1日平均乗車人員」を、アストラムラインでは「1年毎乗車総数」と「1年毎降車総数」の情報を公開している。アストラムの1日平均乗車人員データは、年度毎の乗車総数を365（閏年は366）で割った値を小数点2位を丸めて小数点1位の値にした物である。アストラムラインのデータは1,000で丸めて提供されているので、1年毎ではプラスマイナス500の誤差があり、1日当たりでは1.4人程度の誤差が発生する。
| 年度                | JR大町           | アストラムライン大町 | アストラムライン大町 | アストラムライン大町 |
| 年度                | 1日平均 乗車人員 | 1日平均 乗車人員     | 1年毎 乗車総数       | 1年毎 降車総数       |
| ------------------- | ---------------- | -------------------- | -------------------- | -------------------- |
| 1994年（平成06年）  | 4,168            |                      |                      |                      |
| 1995年（平成07年）  | 4,871            | 4,800.5              | 1,757,000            | 1,716,000            |
| 1996年（平成08年）  | 5,291            | 5,002.7              | 1,826,000            | 1,827,000            |
| 1997年（平成09年）  | 5,341            | 5,068.5              | 1,850,000            | 1,845,000            |
| 1998年（平成10年）  | 5,383            | 5,079.5              | 1,854,000            | 1,854,000            |
| 1999年（平成11年）  | 5,574            | 5,128.4              | 1,877,000            | 1,883,000            |
| 2000年（平成12年）  | 5,613            | 5,260.3              | 1,920,000            | 1,920,000            |
| 2001年（平成13年）  | 5,492            | 5,249.3              | 1,916,000            | 1,910,000            |
| 2002年（平成14年）  | 5,179            | 4,958.9              | 1,810,000            | 1,756,000            |
| 2003年（平成15年）  | 5,096            | 4,907.1              | 1,796,000            | 1,728,000            |
| 2004年（平成16年）  | 5,205            | 4,989.0              | 1,821,000            | 1,767,000            |
| 2005年（平成17年）  | 5,205            | 5,087.7              | 1,857,000            | 1,795,000            |
| 2006年（平成18年）  | 5,162            | 5,093.2              | 1,859,000            | 1,792,000            |
| 2007年（平成19年）  | 5,426            | 5,281.4              | 1,933,000            | 1,870,000            |
| 2008年（平成20年）  | 5,587            | 5,364.4              | 1,958,000            | 1,895,000            |
| 2009年（平成21年）  | 5,586            | 5,331.5              | 1,946,000            | 1,901,000            |
| 2010年（平成22年）  | 5,632            | 5,339.7              | 1,949,000            | 1,899,000            |
| 2011年（平成23年）  | 5,590            | 5,426.2              | 1,986,000            | 1,938,000            |
| 2012年（平成24年）  | 5,616            | 5,534.2              | 2,020,000            | 1,961,000            |
| 2013年（平成25年）  | 5,755            | 5,715.1              | 2,086,000            | 2,034,000            |
| 2014年（平成26年）  | 5,730            | 5,693.2              | 2,078,000            | 2,028,000            |
| 2015年（平成27年）  | 4,465            | 4,803.3              | 1,758,000            | 1,694,000            |
| 2016年（平成28年）  | 4,309            | 4,783.6              | 1,746,000            | 1,678,000            |
| 2017年（平成29年）  | 4,371            | 4,841.1              | 1,767,000            | 1,693,000            |
| 2018年（平成30年）  | 4,381            | 4,846.6              | 1,769,000            | 1,701,000            |
| 2019年（令和 元年） | 4,376            | 4,756.8              | 1,741,000            | 1,668,000            |
| 2020年（令和02年）  | 3,409            | 3,676.7              | 1,342,000            | 1,303,000            |
| 2021年（令和03年）  | 3,422            | 3,876.7              | 1,415,000            | 1,379,000            |
| 2022年（令和04年）  | 3,742            | 4,268.5              | 1,558,000            | 1,504,000            |

当駅は開業以来、可部駅を上回る利用客数で可部線で最も利用者が多い駅だったが、新白島駅が開業した2015年度以降は下祇園駅に次ぐ第2位となっている。

## 駅周辺
- 大町郵便局
- 広島銀行
- 広島共立病院
- とれたて元気市広島店 - 農産物直売所（JA全農ひろしま）

## 大町バスターミナル
大町駅前にはバスターミナルがある。2020年（令和2年）7月1日から、安佐北区に本社を置き分譲マンション・賃貸・賃貸仲介業（ピタットハウスFC）を営む「株式会社大和興産」が命名権（ネーミングライツ）を取得し、呼称を「大和興産大町バスターミナル」と改称した。
- 広島交通[15]
  - 70 毘沙門台・サンハイツ線 - びしゃもん台方面 / 下古市方面
  - 弘億線 - 安東駅・弘億方面
- フォーブル[16]
  - 武田山団地線 - 武田山団地方面
  - サンハイツ線 - 上安駅・サンハイツ方面
  - 平和台線 - 平和台方面

## 隣の駅
西日本旅客鉄道（JR西日本）
 可部線
古市橋駅 (JR-B07) - 大町駅 (JR-B08) - 緑井駅 (JR-B09)
広島高速交通
■広島新交通1号線（アストラムライン）
古市駅 - 大町駅 - 毘沙門台駅